# Desiderius Lenz

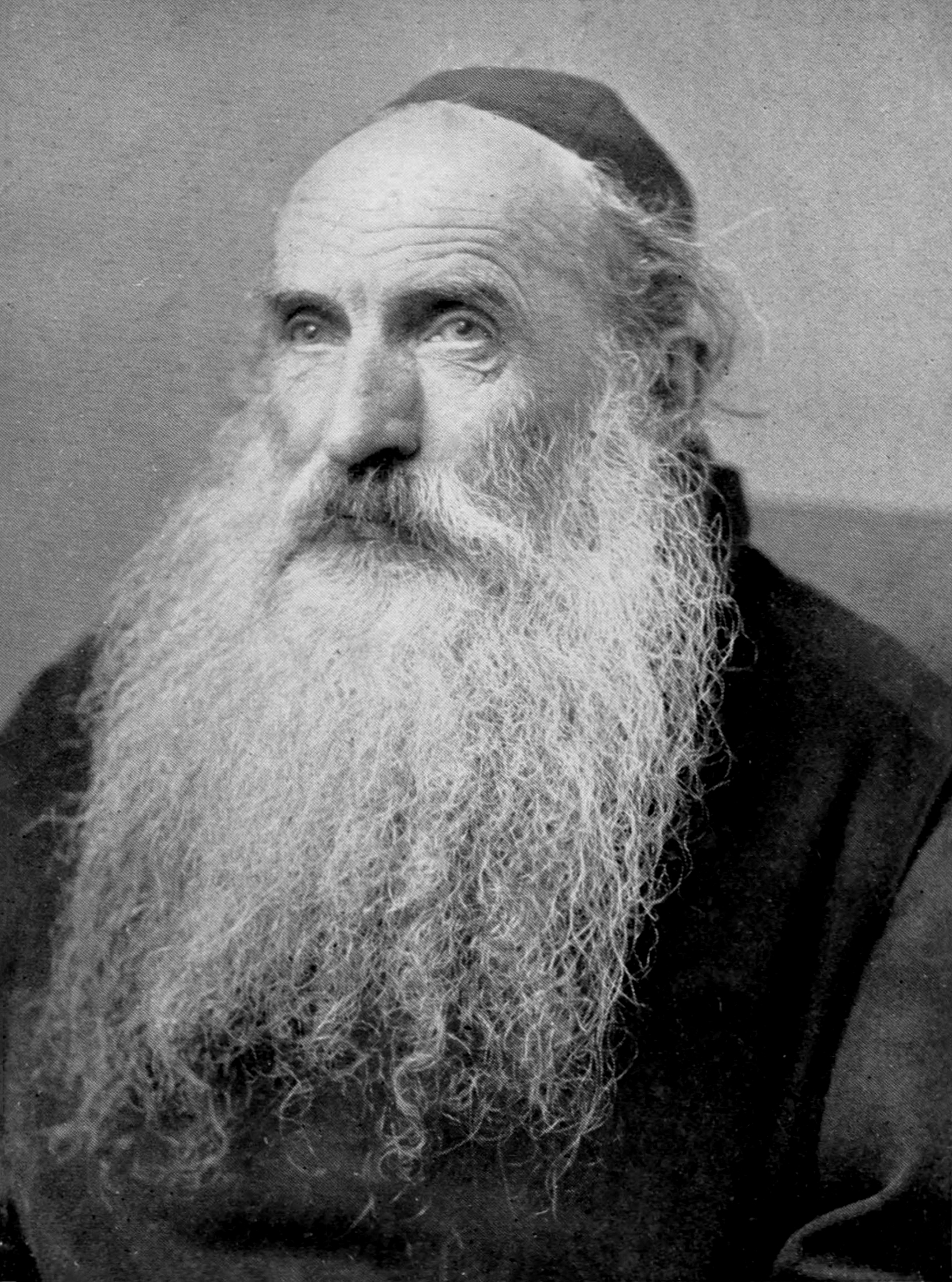
Desiderius Lenz wurde 1905 fotografiert

Desiderius Lenz, geboren als Peter Lenz (* 12. März 1832 in Haigerloch; † 31. Januar 1928 im Kloster Beuron) war ein deutscher Benediktiner, Maler, Architekt und Bildhauer sowie einer der Initiatoren und Wortführer der Beuroner Kunstschule.

## Leben
Nach einer Lehre in der Schreinerwerkstatt seines Vaters ging Peter Lenz als Schüler Max von Widnmanns und später Wilhelm von Kaulbachs an die Akademie der Bildenden Künste München, um dann später (nach einer kurzen Tätigkeit als freier Bildhauer) im Jahr 1859 als Professor für Bildhauerei an die Kunstgewerbeschule in Nürnberg berufen zu werden. Später brach er seine erfolgreiche Karriere als Bildhauer ab, um auf Fürsprache Peter von Cornelius ein preußisches Staatsstipendium zu einem Italienaufenthalt anzutreten. Bereits 1866 entstanden erste Entwürfe für einen Idealkirchenplan. 1868–70 konnte Lenz mit dem Auftrag zum Bau der St. Maurus im Felde-Kapelle in der Nähe des Benediktinerklosters Beuron erstmals seine Auffassung von Kunst in die Realität umsetzen. Nachdem mehreren gescheiterten Brautwerbungen ging er schließlich 1872 an das Kloster Beuron, wo zahlreiche Kunstwerke und Entwürfe entstanden. 1878 schließlich erfolgte der endgültige Anschluss an die Benediktiner, 1891 erhielt er die Subdiakonatsweihe. Zusammen mit seinen Freunden und Mitbrüdern Gabriel Wüger sowie Lukas Steiner gilt er als Begründer der Beuroner Kunstschule, welche die katholische kirchliche Kunst auf Jahrzehnte hinaus prägte.

## Werke (Auswahl)

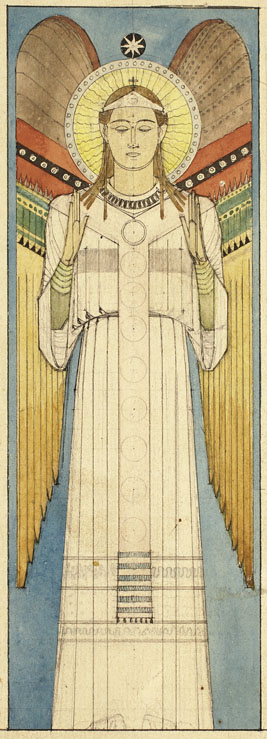
Entwurf zu einem Engel, an dem man den Einfluss der ägyptischen, altchristlichen und byzantinischen Kunst sehen kann

### Ausgeführt
- Relieftondo Heilige Familie, 1857 (Beuron, Klosterarchiv)
- Skulptur einer Pietà, 1858/59 (Verbleib unbekannt)
- Restaurierung von 3 Kreuzwegstationen Adam Krafts in Nürnberg, 1859–62
- 2 Grabmäler auf Nürnberger Friedhöfen, 1862

### Entwürfe
- Kapelle in Korschellen (Ostpreußen), 1866 f.
- Altar in S. Alfonso, Rom
- Friedhofseinfassung in Schlanders/Südtirol 1866–68
- Skulptur einer Heiligen Familie, 1872–74 (Kolpinghaus Stuttgart)
- Tabernakel für den Beuroner Hochaltar, 1874 (Beuron, Klosterarchiv)
- Ausstattung einer Notkirche in Meßkirch, 1875
- zahlreiche Zeichnungen in den „Ateliermappen“ sowie in den Skizzen- und Notizbüchern von Lenz im Klosterarchiv Beuron.

## Schriften
- Festschrift und Festgedichte zum 80. Geburtstage unseres Altreichskanzlers Otto von Bismarck. Heidenheim 1895.
- Zur Ästhetik der Beuroner Schule. Wien 1897; 2. Aufl. Beuron 1927 (auch in französischer und niederländischer Übersetzung).
- Ästhetik, Geometrie und kirchliche Kunst. 1914 (nicht ausgeliefert).
- Der Kanon. In: Benediktinische Monatsschrift, Jg. 3 (1921), S. 363–377.